# 三池郡
- 令制国一覧 > 西海道 > 筑後国 > 三池郡
- 日本 > 九州地方 > 福岡県 > 三池郡

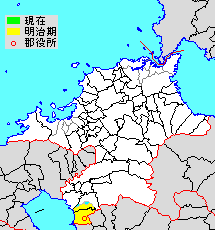
福岡県三池郡の位置（水色：後に他郡から編入した区域）

三池郡（みいけぐん）は、福岡県（筑後国）にあった郡。

## 郡域
1878年（明治11年）に行政区画として発足した当時の郡域は、下記の区域にあたる。
- 大牟田市の全域
- みやま市の一部（高田町徳島・高田町海津・高田町竹飯・高田町飯江を除く高田町各町）

## 歴史

### 近世以降の沿革
- 「旧高旧領取調帳」に記載されている1868年時点での支配は以下の通り。（2町70村）

| 知行   | 知行                                                                                           | 村数     | 村名 |
| ------ | ---------------------------------------------------------------------------------------------- | -------- | --- |
| 幕府領 | 筑後柳河藩預公領 →8月28日（新暦10月13日）より日田県管地 →9月13日（新暦10月28日）より長崎府管地 | 12村     | 南大牟田村、下二部村、教楽来村、櫟野村、勝立村、臼井村、馬籠村、片平村、藤田村、船津村、早米来村、加納開村 |
| 藩領   | 筑後柳河藩                                                                                     | 1町 54村 | 東濃施村、中濃施村、西濃施村、北新開村、南新開村、黒崎開村、亀尻村、宮部村、久福木村、三池町、小船津村、手鎌村、草木村、田崎村、四ヶ村、田隈村、上内村、坂井村、倉永村、原内山村、甘木村、黒崎村、元村、尾尻村、豊永村、岡松村、伏部村、隈村、深倉村、深浦村、池田村、豊持村、下内村、怒縄田村、亀崎村、高泉村、大間村、横須村、平野村、北大牟田村、田尻村、飯田村、原村、下楠田村、上楠田村、江浦村、江浦町村、今福村、古賀村、岩津村、浦村、下飯江村、中飯江村、上飯江村、谷川村 |
| 藩領   | 陸奥下手渡藩 →9月27日（新暦11月11日）より三池藩                                                | 1町 4村  | 今山村、新町、稲荷村、一部村、下里村 |

- 明治2年6月20日（1869年7月28日） - 長崎府の管轄地域が長崎県の管轄となる[1]。
- 明治4年
  - 7月14日（1871年8月29日） - 廃藩置県により、藩領が柳河県、三池県の管轄となる。
  - 11月14日（1871年12月25日） - 第1次府県統合により、全域が三潴県の管轄となる。
- 明治9年（1876年） - 三潴県により以下の町村の統合等が行われる。（1町49村）

- 大牟田村 ← 南大牟田村、北大牟田村
- 川尻村 ← 下二部村、片平村
- 東米生村 ← 臼井村、一部村［一部］
- 西米生村 ← 馬籠村、一部村［一部］
- 三里村 ← 船津村、早米来村、加納開村
- 濃施村 ← 東濃施村、中濃施村、西濃施村
- 亀谷村 ← 亀尻村、谷川村
- 白川村 ← 小船津村、田崎村
- 岩本村 ← 坂井村、下内村
- 吉野村 ← 原内山村、元村

- 岬村 ← 黒崎村、深浦村
- 橘村 ← 尾尻村、豊永村
- 白銀村 ← 岡松村、池田村、豊持村
- 唐船村 ← 伏部村、深倉村
- 宮崎村 ← 隈村、怒縄田村、亀崎村
- 歴木村 ← 高泉村、平野村
- 天梁村 ← 三池町、大間村
- 田浦村 ← 飯田村、浦村
- 舞鶴村 ← 中飯江村、上飯江村

- 一部村の残部が下里村に、古賀村が岩津村にそれぞれ合併。
- 矢部川下流左岸の新地に永治村が起立。
- 8月21日 - 第2次府県統合により福岡県の管轄となる。

- 明治11年（1878年）11月1日 - 郡区町村編制法の福岡県での施行により、行政区画としての三池郡が発足。郡役所が天梁村三池に設置。
- 明治14年（1881年） - 天梁村が改称して三池町となる。（2町48村）

### 町村制以降の沿革

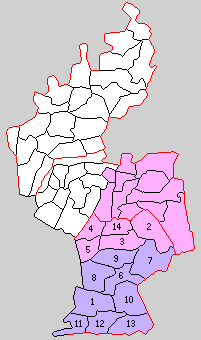
1.大牟田町 2.飯江村 3.二川村 4.江浦村 5.開村 6.銀水村 7.上内村 8.手鎌村 9.倉永村 10.三池町 11.三川村 12.駛馬村 13.玉川村 14.岩田村（紫：大牟田市 桃：みやま市）

- 明治22年（1889年）4月1日 - 町村制の施行により、以下の町村が発足。特記以外は全域が現・大牟田市。（2町12村）
  - 大牟田町 ← 大牟田村、横須村、稲荷村、下里村
  - 飯江村 ← 亀谷村、舞鶴村、下飯江村、田浦村、山門郡飯江村（現・みやま市）
  - 二川村 ← 濃施村、上楠田村、下楠田村（現・みやま市）
  - 江浦村 ← 江浦町村、江浦村、山門郡徳島村（現・みやま市）
  - 開村 ← 北新開村、南新開村、黒崎開村、永治村（現・みやま市）
  - 銀水村 ← 宮部村、久福木村、白銀村、橘村、田隈村、白川村、草木村
  - 上内村 ← 上内村、岩本村、四ヶ村
  - 手鎌村 ← 唐船村、手鎌村、岬村、甘木村
  - 倉永村 ← 倉永村、吉野村、宮崎村
  - 三池町 ← 三池町、新町、今山村、歴木村
  - 三川村 ← 三里村、川尻村［大部分］
  - 駛馬村 ← 藤田村、西米生村、東米生村［一部］、川尻村［一部］
  - 玉川村 ← 勝立村、櫟野村、教楽来村、東米生村［大部分］
  - 岩田村 ← 田尻村、原村、岩津村、今福村、山門郡竹飯村［一部］（現・みやま市）
- 明治29年（1896年）7月1日 - 郡制を施行。
- 明治40年（1907年）5月1日 - 銀水村・上内村・手鎌村・倉永村が合併し、改めて銀水村が発足。（2町9村）
- 大正元年（1912年）10月1日 - 三川村が町制施行して三川町となる。（3町8村）
- 大正6年（1917年）3月1日 - 大牟田町が市制施行して大牟田市となり、郡より離脱。（2町8村）
- 大正12年（1923年）4月1日 - 郡会が廃止。郡役所は存続。
- 大正15年（1926年）7月1日 - 郡役所が廃止。以降は地域区分名称となる。
- 昭和4年（1929年）4月1日 - 三川町が大牟田市に編入。（1町8村）
- 昭和6年（1931年）10月1日 - 岩田村・二川村・江浦村が合併して高田村が発足。（1町6村）
- 昭和13年（1938年）4月17日 - 駛馬村が町制施行して駛馬町となる。（2町5村）
- 昭和16年（1941年）4月1日 - 三池町・駛馬町・銀水村・玉川村が大牟田市に編入。（3村）
- 昭和17年（1942年）4月1日 - 飯江村・開村が高田村に編入。（1村）
- 昭和33年（1958年）8月1日 - 高田村が町制施行して高田町となる。（1町）
- 昭和34年（1959年）4月10日 - 高田町が山門郡山川村の一部を編入。
- 平成19年（2007年）1月29日 - 高田町が山門郡瀬高町・山川町と合併してみやま市が発足。同日三池郡消滅。

### 変遷表
| 明治22年以前 | 明治22年4月1日 | 明治22年 - 大正15年         | 明治22年 - 大正15年         | 昭和1年 - 昭和29年           | 昭和1年 - 昭和29年            | 昭和20年 - 昭和29年 | 昭和30年 - 昭和63年          | 平成1年 - 現在                 | 現在     |
| ------------ | -------------- | --------------------------- | --------------------------- | ---------------------------- | ----------------------------- | ------------------- | ---------------------------- | ------------------------------ | -------- |
|              | 大牟田町       | 大正6年3月1日 市制          | 大正6年3月1日 市制          | 大牟田市                     | 大牟田市                      | 大牟田市            | 大牟田市                     | 大牟田市                       | 大牟田市 |
|              | 三川村         | 大正1年10月1日 町制         | 大正1年10月1日 町制         | 昭和4年4月1日 大牟田市に編入 | 大牟田市                      | 大牟田市            | 大牟田市                     | 大牟田市                       | 大牟田市 |
|              | 三池町         | 三池町                      | 三池町                      | 三池町                       | 昭和16年4月1日 大牟田市に編入 | 大牟田市            | 大牟田市                     | 大牟田市                       | 大牟田市 |
|              | 駛馬村         | 駛馬村                      | 駛馬村                      | 昭和13年4月17日 町制         | 昭和16年4月1日 大牟田市に編入 | 大牟田市            | 大牟田市                     | 大牟田市                       | 大牟田市 |
|              | 銀水村         | 明治40年5月1日 銀水村       | 明治40年5月1日 銀水村       | 銀水村                       | 昭和16年4月1日 大牟田市に編入 | 大牟田市            | 大牟田市                     | 大牟田市                       | 大牟田市 |
|              | 倉永村         | 明治40年5月1日 銀水村       | 明治40年5月1日 銀水村       | 銀水村                       | 昭和16年4月1日 大牟田市に編入 | 大牟田市            | 大牟田市                     | 大牟田市                       | 大牟田市 |
|              | 上内村         | 明治40年5月1日 銀水村       | 明治40年5月1日 銀水村       | 銀水村                       | 昭和16年4月1日 大牟田市に編入 | 大牟田市            | 大牟田市                     | 大牟田市                       | 大牟田市 |
|              | 手鎌村         | 明治40年5月1日 銀水村       | 明治40年5月1日 銀水村       | 銀水村                       | 昭和16年4月1日 大牟田市に編入 | 大牟田市            | 大牟田市                     | 大牟田市                       | 大牟田市 |
|              | 玉川村         | 玉川村                      | 玉川村                      | 玉川村                       | 昭和16年4月1日 大牟田市に編入 | 大牟田市            | 大牟田市                     | 大牟田市                       | 大牟田市 |
|              | 岩田村         | 岩田村                      | 岩田村                      | 昭和6年10月1日 高田村        | 昭和6年10月1日 高田村         | 高田村              | 昭和33年8月1日 町制          | 平成19年1月29日 みやま市の一部 | みやま市 |
|              | 二川村         | 二川村                      | 二川村                      | 昭和6年10月1日 高田村        | 昭和6年10月1日 高田村         | 高田村              | 昭和33年8月1日 町制          | 平成19年1月29日 みやま市の一部 | みやま市 |
|              | 江浦村         | 江浦村                      | 江浦村                      | 昭和6年10月1日 高田村        | 昭和6年10月1日 高田村         | 高田村              | 昭和33年8月1日 町制          | 平成19年1月29日 みやま市の一部 | みやま市 |
|              | 飯江村         | 飯江村                      | 飯江村                      | 昭和17年4月1日 高田村に編入  | 昭和17年4月1日 高田村に編入   | 高田村              | 昭和33年8月1日 町制          | 平成19年1月29日 みやま市の一部 | みやま市 |
|              | 開村           | 開村                        | 開村                        | 昭和17年4月1日 高田村に編入  | 昭和17年4月1日 高田村に編入   | 高田村              | 昭和33年8月1日 町制          | 平成19年1月29日 みやま市の一部 | みやま市 |
|              | 山門郡 竹海村  | 明治40年1月1日 山川村の一部 | 明治40年1月1日 山川村の一部 | 山川村の一部                 | 山川村の一部                  | 山川村の一部        | 昭和34年4月10日 高田町に編入 | 平成19年1月29日 みやま市の一部 | みやま市 |

## 行政
歴代郡長
| 代 | 氏名 | 就任年月日                | 退任年月日                | 備考                   |
| -- | ---- | ------------------------- | ------------------------- | ---------------------- |
| 1  |      | 明治11年（1878年）11月1日 |                           |                        |
|    |      |                           | 大正15年（1926年）6月30日 | 郡役所廃止により、廃官 |

郡長を務めた主な人物
- 十時一郎